# Beata Naigambo
Beata Nandjala Naigambo, née le 11 mars 1980, à Oilagati, dans la région d'Ohangwena est une athlète namibienne, courant de longues distances et notamment des marathons. Son meilleur temps personnel est de 2:27:28, au marathon de Hambourg en avril 2015. Elle représente de nombreuses fois son pays en compétitions intercontinentales : Jeux olympiques d'été de 2008, de 2012 et de 2016, Championnats du monde d'athlétisme 2009 et de 2015, Jeux du Commonwealth de 2002, de 2006, de 2010 et de 2014, etc.

## Biographie
Beata Naigambo est née le 11 mars 1980 dans la petite enclave villageoise d'Oligati, dans la région d'Ohangwena, située au nord de la Namibie, à proximité de l’Angola.
En 1997, alors qu'elle fréquente l'école secondaire à Shipena, à la périphérie de Katutura (à côté de la capitale  Windhoek, dans le centre du pays), elle commence à s’entrainer pour des courses de longue distance. À partir de 1998, elle s’empare de records namibien en catégorie junior et représente son pays dans les compétitions junior internationales.
Elle commence à dominer les courses locales et s’affirme progressivement dans des compétitions régionales et continentales. Elle remporte plusieurs fois le marathon annuel Lucky Star sur la route principale entre les villes côtières de Walvis Bay et de Swakopmund, le long des dunes de sable, avec la brise de mer de l'océan Atlantique. En 2003, elle déménage temporairement en Afrique du Sud. Toujours en 2003, elle se classe deuxième au semi-marathon de Phalaborwa.
Durant la deuxième partie des années 2000, elle dispute constamment les records nationaux sur le marathon à une autre coureuse namibienne née comme elle en 1980, Helalia Johannes. Les deux coureuses reprennent alternativement ce record namibien l'une à l'autre. Beata Naigambo participe aux Jeux du Commonwealth de 2006 à Melbourne, puis, comme Helalia Johannes, aux Jeux olympiques d'été 2008, où elle finit 28e sur un total de 81 participantes au marathon féminin.
Aux Jeux olympiques d'été 2012, elle  termine 38e, sur 107 marathoniennes terminant la course, avec un temps de 2:31:16,.
En juillet 2014, elle a de grandes difficultés à terminer le marathon des Jeux du Commonwealth, à Glasgow, en Écosse. Elle zigzague puis s'effondre contre les barrières longeant le parcours à quelques mètres de la ligne d'arrivée. Elle se redresse et termine son marathon en se couchant sur la ligne d'arrivée. Elle se classe en 11e position de l'épreuve. En novembre de la même année, elle remporte le marathon de Valence en Espagne, en 2:30:55., et confirme ce succès l'année suivante, en 2015. Elle réalise son meilleur temps personnel en 2:27:28, au marathon de Hambourg en avril 2015. Représentant une nouvelle fois son pays aux Jeux olympiques de 2016 à Rio de Janeiro, avec ses compatriotes Helalia Johannes et Alina Armas, elle termine 41e, et meilleure namibienne dans cette course.

## Principales courses internationales
| Année | Compétition                                      | Pays        | Position | Course   | Temps           |
| ----- | ------------------------------------------------ | ----------- | -------- | -------- | --------------- |
| 2008  | Jeux olympiques de 2008 à Pékin                  | Chine       | 28e      | Marathon | 2 h 33 min 29 s |
| 2009  | Championnats du monde d'athlétisme 2009 à Berlin | Allemagne   | 24e      | Marathon | 2 h 33 min 5 s  |
| 2012  | Jeux olympiques de 2012 à Londres                | Royaume-Uni | 38e      | Marathon | 2 h 31 min 16 s |
| 2013  | Championnats du monde d'athlétisme 2015 à Pékin  | Chine       | DNF      | Marathon | DNF             |
| 2016  | Jeux olympiques de 2016 à Rio de Janeiro         | Brésil      | 41e      | Marathon | 2 h 36 min 32 s |